# Tom Arnold
Thomas Duane „Tom” Arnold (ur. 6 marca 1959 w Ottumwie) – amerykański aktor, producent telewizyjny i filmowy, scenarzysta, komik, prezenter telewizyjny. Wystąpił w roli Arnolda Shepa „Arniego” Thomasa w sitcomie ABC Roseanne (1989–1993). Wystąpił w filmach: Prawdziwe kłamstwa (1994), Dziewięć miesięcy (1995), Gniazdo os (2000), Od kołyski aż po grób (2003), Szczęśliwe zakończenia (2005) i Wspaniały Buck Howard (2008). 

## Życiorys

### Wczesne lata
Urodził się w Ottumwa w stanie Iowa w rodzinie żydowskiej jako syn Lindy Kay (z domu Collier/Graham) i Jacka Arnoldów. Ma szóstkę rodzeństwa – Lori, Johnny’ego, Scotta, Chrisa, Marlę i Marka. W wieku 4–7 lat był molestowany seksualnie przez 19-letniego opiekuna do dziecka.
Po rozwodzie rodziców, wychował go ojciec. W młodości pracował w zakładzie pakowania mięsa. Uczęszczał do Ottumwa High School. Naukę kontynuował w Indian Hills Community College. W latach 1981–1983 studiował administrację i pisanie na Uniwersytecie Iowy.

### Kariera
W 1983, mając 23 lata zaczął występować jako stand-uper. Jego kariera komediowa przez następne kilka lat miała swoje wzloty i upadki, aż do roku 1988, kiedy to wziął udział w konkursie komediowym w Minneapolis i zdobył pierwsze miejsce w Minnesota Comedy Competition. Dzięki temu zwycięstwu postanowił przenieść się do Los Angeles, aby kontynuować karierę komediową w stand-upie. W tym samym roku został zatrudniony jako scenarzysta sitcomu ABC Roseanne (1989–1993), gdzie zaczął regularnie pojawiać się jako Arnold „Arnie” Thomas. Wspólnie z Roseanne Barr utworzył Rapello County Productions, aby opracować własne projekty. W 1993 Arnold i Barr zdobyli Vanguard Award na GLAAD Media Awards.
Zagrał w trzech częściach swojego specjalnego serialu HBO Tom Arnold: Naga prawda, a następnie napisał, wyprodukował i zagrał w trzech swoich serialach telewizyjnych; The Jackie Thomas Show (1992–1993) jako Jackie Thomas, Tom (1994) jako Tom Graham i The Tom Show (1997–1998) jako Tom Amross. Zadebiutował na dużym ekranie w komediodramacie Stephena Frearsa Przypadkowy bohater (1992) u boku Dustina Hoffmana. Otrzymał uznanie krytyków i nominację do MTV Movie Award jako Albert „Gib” Gibson w komedii sensacyjnej Jamesa Camerona Prawdziwe kłamstwa (1994) z Arnoldem Schwarzeneggerem. W 1996 przyznano mu Złotą Malinę dla najgorszego aktora jako Rosco Bigger‑Fang w komediodramacie Steve’a Minera Zgrywus (Big Bully, 1996), jako Franklin Laszlo w komedii Arthura Hillera Carpool (1996) i jako Stanley Stupid w komedii przygodowej Świat według głupich (The Stupids, 1996) ex aequo z Paulym Shore za występ w komedii Eko-jaja (1996). Dla odmiany i odskoczni od komedii, zagrał w dramacie więziennym Gniazdo os (2000), w reżyserii Steve’a Buscemi, w którym wystąpili Willem Dafoe i Edward Furlong. Był nominowany do Nagrody Satelity za rolę Franka McKee w komediodramacie Dona Roosa Szczęśliwe zakończenia (Happy Endings, 2005).
Jako scenarzysta, producent i aktor, Tom Arnold zyskał sobie uznanie zarówno wśród telewidzów, jak i kinomanów na całym świecie, zdobywając takie nagrody, jak Peabody Award za pisanie i Złoty Glob za pisanie i produkcję.

## Życie prywatne
W 1983 poznał aktorkę komediową Roseanne Barr, którą poślubił 20 stycznia 1990. Arnold przed ślubem przeszedł na judaizm. Zainwestował 16 milionów dolarów z ówczesną żoną Roseanne w ekskluzywne mieszkania i restaurację (Tom's Big Food Diner) w Eldon. Ich związek skomplikował jego alkoholizm i uzależnienie od narkotyków. 9 grudnia 1994 rozwiedli się. Od 22 lipca 1995 do 30 marca 1999 był mężem fryzjerki Julie Champnelli. 29 czerwca 2002 ożenił się z Shelby Roos. Jednak 19 sierpnia 2008 doszło do rozwodu.
W sierpniu 2008 złamał łopatkę w wypadku motocyklowym.
28 listopada 2009 poślubił Ashley Groussman, z którą ma syna Jax'a (ur. 2013) i córkę Quinn Sophie (ur. 2015). Rozwiedli się w 2019.

## Filmografia

### Filmy
- 1992: Przypadkowy bohater (Hero) jako Chick
- 1993: Stożkogłowi (Coneheads) jako Golfer
- 1993: Blues tajniaków (Undercover Blues) jako Vern Newman
- 1994: Prawdziwe kłamstwa (True Lies) jako Albert „Gib” Gibson
- 1995: Dziewięć miesięcy (Nine Months) jako Marty Dwyer
- 1997: Austin Powers: Agent specjalnej troski jako Texan
- 2000: Gniazdo os (Animal Factory) jako Buck Rowan
- 2000: Piszcz, jeśli wiesz co zrobiłem w ostatni piątek trzynastego jako Doughy Primesuspect / Hardy (The Killer)
- 2001: Mroczna dzielnica jako Henry Wayne
- 2002: Jaś i Małgosia jako Boogeyman
- 2003: Dickie Roberts: Kiedyś gwiazda w roli samego siebie
- 2003: To tylko gra jako trener Martin
- 2003: Od kołyski aż po grób (Cradle 2 the Grave) jako Archie
- 2005: Kontrola gniewu w roli samego siebie
- 2005 Tygrysy murawy w roli samego siebie
- 2005: Szczęśliwe zakończenia (Happy Endings) jako Frank McKee
- 2008: Gardens of the Night jako Alex
- 2008: Wspaniały Buck Howard (The Great Buck Howard) jako Pan Gable
- 2009: Kwietniowe łzy jako Martin Blackwell
- 2011: American Summer w roli samego siebie
- 2012: Bij i wiej jako Randy Anderson
- 2012: Fred: Obóz obciachu jako Floyd Spunkmeyer

### Seriale TV
- 1989–1993: Roseanne jako Arnold Shep „Arnie” Thomas
- 1994: Szpital miejski jako Billy Boggs
- 1999: Simpsonowie jako Tom Arnold (głos)
- 2001: Wróżkowie chrzestni - głos
- 2007: Prawo i porządek: Zbrodniczy zamiar jako Calvin Riggins
- 2009–2011: Synowie Anarchii jako Georgie Caruso
- 2011: Franklin & Bash jako Ronny Streppi
- 2016: Chłopaki z baraków w roli samego siebie
- 2016–2019: Agenci NCIS: Nowy Orlean jako Elvis Bertrand